# 玉泉校区生仪大楼

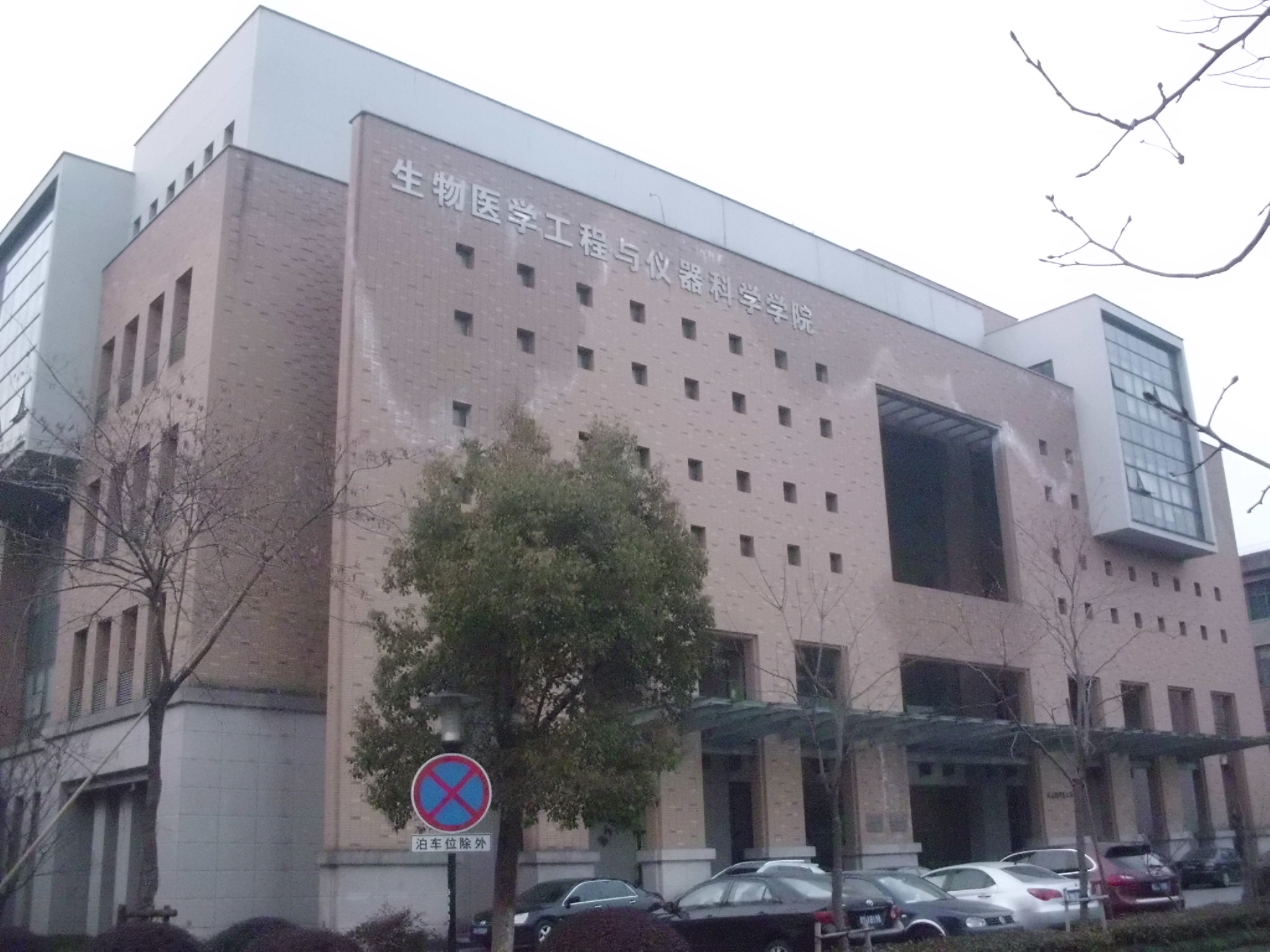
大楼图片

玉泉校区生仪大楼，暨周亦卿科技大楼，是位于浙江大学玉泉校区的一幢大楼，为浙江大学生物医学工程与仪器科学学院的办公教学楼。建筑面积为9326平米。由浙江大学建筑设计研究院设计，浙江中成建工集团有限公司负责施工。2004年4月1日开工，2005年9月1日完工。曾获得钱江杯荣誉。
大楼投资2000万人民币，其中香港实业家、中华厂商联合会名誉会长周亦卿捐资500万人民币。